# Fung Ying Seen Koon
 Fung Ying Seen Koon is een taoïstische tempel in Hongkong, die tot de Quanzhen Dao Longmen Pai behoort. De tempel ligt in Fan Ling, in de buurt de metro van Hongkong. In de tempel zijn er verschillende hallen en zalen. Men kan er vegetarisch eten.
In 1929 werd de tempel gesticht om Laozi, Lü Dongbin en Qiu Changchun te vereren, die een goddelijke status hebben. De tempel is aan hun hemelse macht gewijd.
In de tempel worden taoïstische erediensten gehouden. Gelovigen kunnen er offeren en bidden. Het tempelbeheer wordt democratisch gekozen door tempelleden. De tempel doet aan liefdadigheidswerk en organiseert lezingen, cursussen en exposities om het taoïsme te verkondigen. De tempel heeft de taoïstische muziekband van Hongkong onder haar beheer. Het liefdadigheidswerk omvat: gratis Chinese en Westerse geneeskunde voor armen, studiefinanciering voor arme scholieren, bouwen van taoïstische bejaardentehuizen. In de tempel zijn ook columbariums te vinden, waar mensen hun voorouders kunnen vereren.